# Karl Ludwig Christian Thienemann
Karl Ludwig Christian Thienemann  (* 25. März 1786 in Gräfentonna; † 8. März 1863 in Stuttgart) war ein deutscher Kaufmann, Verleger, Autor und Schauspieler.

## Leben
Thienemann wurde sowohl als Kaufmann wie auch als Schauspieler ausgebildet.
Er arbeitete am Isartortheater in München, bevor er im Jahr 1817 gemeinsam mit dem Kaufmann Jos. Anton Finsterlin die Buchhandlung Stöger in München erwarb.
Möglicherweise war er bereits 1831 am Verlag J. F. Schreiber in Esslingen beteiligt, in dem er spätestens 1846 als Prokurist tätig war und in dem er auch erste Kinderbücher herausgab.
Am 1. Juni 1849 – mit 63 Jahren – gründete er den K.Thienemann Verlag, den er 1862 an Julius Hoffmann verkaufte.
Thienemann starb im Alter von 76 Jahren 1863 in Stuttgart.

## Veröffentlichungen (Auswahl)
- Die Pflegekinder. Eine Oper in zwei Akten. München, 1814 Digitalisat
- Dramatische Kleeblätter. Nürnberg, 1816
- Die Königliche Gemäldegalerie in München. München, 1823 Digitalisat